# 中国工农红军西路军总支队纪念馆
中国工农红军西路军总支队纪念馆位于新疆维吾尔自治区乌鲁木齐市天山区西后街，是由原中国工农红军西路军总支队旧址异地重建的纪念馆。中国工农红军西路军总支队旧址于1962年7月被列为新疆维吾尔自治区文物保护单位，2021年，纪念馆被列为首批新疆维吾尔自治区革命文物名录。

## 历史
1936年10月，中国工农红军第一、第二和第四方面军在会宁县会师后，四方面军的五军、九军、三十军及四方面军总部共超过2.1万人西渡黄河。11月10日，中共中央和中央军委决定，正式组建中国工农红军西路军。西路军在与马家军的战斗中，损失惨重，从刚组建时的2.1万余人锐减至2000余人。1937年3月，由原三十军余部改组为西路军左支队，由李先念、程世才等人率领深入祁连山区开展游击战。后左支队接受中共中央指示前往准备新疆。4月，左支队攻打安西县城失败，突围后的400余人于4月底抵达星星峡。经主政新疆的盛世才同意，由新疆督办公署边务处驻星星峡办事处主任王效典接待，西路军左支队进入新疆。
1937年5月1日，中国共产党代表陈云等人抵达星星峡，并率领左支队前往迪化城（今乌鲁木齐市）。5月7日，丹凤朝阳阁与西大桥附近的阜民纺织公司成为左支队进驻迪化市的第一站。1937年7月，西路军左支队迁往迪化东门附近，即中国工农红军西路军总支队旧址。后经中共中央同意，取消左支队番号，成立总支队，并对外称为新兵营。总支队由政治处、医务所、总务科、青年科、警卫排、救亡室组成，下设干部大队、第一、二、三、四大队。总支队在新疆期间分别由陈云、滕代远、邓发、陈潭秋等人领导和管理。1938年，一部分总支队干部加入了盛世才政府和军队参与工作，比如，黄火青选调为新疆民众反帝联合会总会会长。1937年到1940年间，总支队先后组织不同的军事技术学习班，如汽车学习班、装甲车学习班、火炮学习班、无线电学习班、空军学习班、军医学习班及兽医学习班等学习班。总支队还曾遣学员前往苏联学习情报。1940年开始，总支队先后分批返回延安。

## 纪念馆的建设与现状
分别位于乌鲁木齐市五星路2号、4号、5号和西后街58号四处院落共同组成了中国工农红军总支队旧址。中国工农红军总支队旧址于1962年被列为新疆维吾尔自治区文物保护单位。1996年，由于五星路的扩建，新疆维吾尔自治区人民政府批准同意了拆除其中部分院落。并将西后街58号院，原中国工农红军西路军总支队医疗通讯班驻地复原重建于西后街37号，并作为中国工农红军西路军总支队纪念馆馆址。1998年，征迁工作完成并成立馆址建设组与陈列筹备组。1999年9月总投资61万元人民币的中国工农红军西路军总支队纪念馆建设完工。
中国工农红军西路军总支队纪念馆于2001年7月1日正式对外开放。纪念馆占地面积超1500平方米，建筑占地面积473平方米，新的纪念馆还原了旧址院落的风格与体量，建筑为四合院布局的土木结构平房。院内的17个房间共同构成了纪念馆的展厅，共展出超过200张历史照片，以及当年新兵营官兵所使用的不同物品，如武器、书籍、生活用品等。2007年，总支队纪念馆进行过修缮。2008年，中国工农红军西路军总支队纪念馆被评为新疆维吾尔自治区级爱国主义教育基地。2020年，中国工农红军西路军总支队纪念馆重新布展，展览分为铁血征程、兵营练兵和淬炼成钢三个部分。除此之外，纪念馆还新增了VR模拟飞行设备等设备，并增设3座浮雕，分别是《军旗紧握红心向党》《浴血河西祁连巍巍》《陈云在星星峡援接西路军进疆》。2021年，新疆维吾尔自治区文化和旅游厅公布第一批《新疆维吾尔自治区不可移动革命文物名录》，中国工农红军总支队干部大队旧址位列名录之中。